# Bockön-Mjöön
Bockön-Mjöön är ett naturreservat i Hällaryds socken i Karlshamns kommun i Blekinge.
Reservatet bildades 1975 och omfattar 305 hektar varav 23 land. Det är beläget öster om Karlshamn och utgörs av öarna Bockön och Mjöön, några mindre skär samt omkringliggande hav i Hällaryds skärgård söder om Eriksbergshalvön.

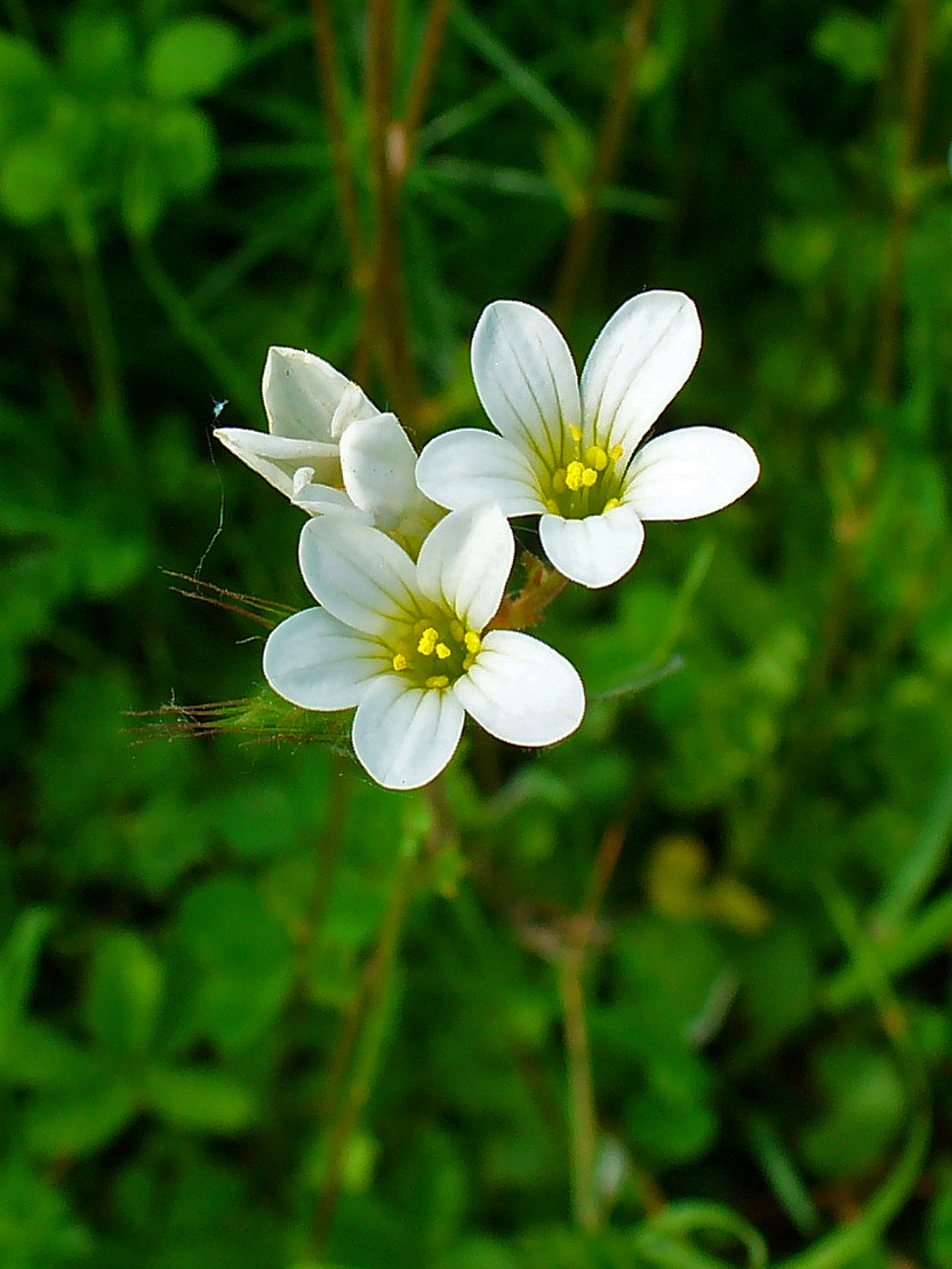
Mandelblomma blommar på våren

Bockön-Mjöön ingår i ett större område med skyddade marina miljöer tillsammans med naturreservaten Eriksbergs stränder, Eriksberg och Tjärö.
Betesdrift och slåtter har format Bockön och Mjöön. Sommartid finns fortfarande betesdjur på öarna. Den sällsynta bitterkrassingen blommar på sommaren. I övrigt blommar vårbrodd, brunven, kruståtel, fårsvingel och bergsyra m.fl. arter. Öarna och skären har ett rikt fågelliv. Mjöön med kringliggande skär är fågelskyddsområde.
Naturreservatet ingår i EU:s ekologiska nätverk, Natura 2000.